# Allen Jones
Allen Jones, född 1 september 1937 i Southampton i England, är en brittisk konstnär och ledamot av Royal Academy of Arts.
Jones har arbetat med många olika medier, såsom måleri, skulptur, litografi, video och foto. Han var en av den brittiska popkonstens förgrundsgestalter kring 1960. Jones målar glamorösa provocerande erotiska bilder med tydliga linjer. Ofta avbildar han skyltdockeliknande kvinnofigurer med slanka ben och högklackade skor som blir symbol för kvinnan som konsumtionsobjekt, till exempel i Klä av mig! från 1972 (Göteborgs konstmuseum). Han har uppmärksammats också för sina möbler i form av lättklädda kvinnofigurer, objekt som ifrågasatte gränsen mellan design och konst. Ett sådant exempel är de kontroversiella glasfiberskulpturerna Hatstand, Table and Chair(en) från 1969 som väckte starka protester från särskilt feminister. 
Förutom vid Göteborgs konstmuseum är Jones representerad vid Moderna museet i Stockholm.